# 오규 마쓰다이라가
오규 마쓰다이라가(일본어: 大給松平家)는 마쓰다이라 지카타다의 차남 마쓰다이라 노리모토(松平乗元)를 시조로 하는 마쓰다이라씨의 서류이다. 미카와국 가모 군 오규(지금의 아이치현 도요타시)를 영유하여 오규 마쓰다이라 가라고 칭한다. 마쓰다이라 종가(도쿠가와씨)에 사관하여, 에도 시대에는 후다이 다이묘 4가 외에, 다수의 하타모토를 배출했다. 18 마쓰다이라의 하나이기도 하다.

## 오규 마쓰다이라가 계통의 제번
- 니시오 번 - 노리모토(乗元, 오규 종가) 계통
- 후나이번 - 지카키요(親清) 계통, 중시조는 지카키요의 손자 가즈나리
- 오쿠토노 번 - 사네쓰구(真次) 계통, 중시조는 사네쓰구의 장남 노리쓰구
- 이와무라 번 - 노리마사(乗政) 계통

## 참고 문헌
- 나카야마 요시아키(中山良昭), 《에도 300번 도노사마의 그 후(江戸300藩 殿様のその後)》(아사히 신서 060), 아사히 신문사(2007년), ISBN 978-4-02-273160-9

## 같이 보기
- 18 마쓰다이라